# Estranei (romanzo)
Estranei (異人たちとの夏, Ijintachito no natsu) è un romanzo dello scrittore giapponese Taichi Yamada pubblicato nel 1987.
Nel 1988 il romanzo ha vinto il Premio Yamamoto Shūgorō.

## Trama
Hideo Harada è uno sceneggiatore televisivo di quarantasette anni che, dopo il divorzio, si trasferisce in un appartamento che da anni aveva adibito ad ufficio. Il complesso, situato lungo un trafficato incrocio di Tokyo, è stranamente silenzioso, anche perché la gran parte dei piani è utilizzata come uffici e di notte vi rimangano solo due persone, Hideo e una trentenne al terzo piano. Una sera la donna, Katsura "Kei" Fujino, si presenta alla porta di Hideo in preda alla solitudine, con una bottiglia di champagne e l'offerta di passare la notte insieme. Ma Hideo, intimidito e oberato di lavoro, rifiuta.
Poco dopo Hideo decide di andare a rivedere dopo molti anni Asakusa, il quartiere dove era nato e cresciuto prima dell'improvvisa morte dei genitori, travolti da un'auto quando lui aveva solo dodici anni. Dopo aver girato a lungo per le strade di Asakusa, Hideo decide di andare a teatro e qui, con sua grande sorpresa, vede un uomo identico al padre come lo aveva visto per l'ultima volta trentacinque anni prima. Dopo lo spettacolo, l'uomo che assomiglia al padre lo invita a bere qualcosa a casa sua, dove Hideo viene accolto da una donna identica alla madre. I tre trascorrono una piacevole serata, per quanto Hideo non si sappia spiegare l'evento.
Nei giorni successivi Hideo si ritrova pieno di energie e ispirazione, completando rapidamente la sceneggiatura di un episodio di un nuovo sceneggiato televisivo. Inoltre intraprende un'appassionata relazione con Kei e decide di tornare a visitare i sosia dei genitori ad Asakusa. Qui trova conforma del fatto che i due sono effettivamente i suoi genitori, così come erano rimasti quando erano morti rispettivamente all'età di trentacinque e trentanove anni. Hideo comincia quindi a recuperare il tempo perso, aggiornando i genitori sulla sua vita e il suo lavoro, giocando a palla con il padre, pranzando con loro e facendosi insegnare popolari giochi di carte.
Per quanto Hideo torni rivitalizzato da questi incontri, le persone intorno a lui cominciano a preoccuparsi per la sua salute: Kei, amici e produttori televisivi gli fanno notare che è pallido, dimagrito e sciupato, ma allo specchio Hideo non coglie alcuna differenza. Solo dopo essere tornato da un'ennesima visita ad Asakusa, Hideo collassa a terra privo di forza, non prima di essersi finalmente visto allo specchio scheletrico e chiaramente moribondo. Rendendosi conto che le visite ai fantasmi lo stanno prosciugando di ogni energia vitale, Hideo promette a Kei di non tornare a rivedere i genitori, ma infrange la promessa per dire loro addio. Tornato ad Asakusa, Hideo spiega ai genitori che non potrà più rivederli e i due accolgono con tristezza la notizia, pur capendo le motivazioni del figlio. I tre vanno a cena per un'ultima volta e, durante il pasto, i genitori di Hideo scompaiono per sempre.
Tornato a casa, Hideo porta avanti la relazione con Kei, credendo che la sua vita non sia più in pericolo. Qualche giorno dopo, il suo amico Mamiya gli si presenta con una strana storia: non solo continua a vederlo deperire rapidamente, ma gli comunica che il portiere dell'edificio, vedendolo insieme a Kei qualche giorno prima, aveva commentato che la giovane donna assomigliava ad un'affittuaria del terzo piano che si era suicidata alcuni mesi prima. Dato che la descrizione della donna e l'aspetto di Kei coincidono, Hideo decide di portare Mamiya a casa dell'amante per mostrargli che si sbaglia, ma l'appartamento di Kei, che Hideo ha visitato in diverse occasioni in precedenza, ora si rivela essere solo un ufficio. Conclude quindi che Kei è un fantasma e che, soccombendo alla solitudine, si era suicidata dopo il rifiuto di Hideo di farle compagnia quella sera di alcuni mesi prima. Deduce inoltre che Kei è lo spirito maligno che lo sta prosciugando delle energie vitali e solo le preghiere di Mamiya lo salvano dalla terribile apparizione di Kei, decisa a trascinarlo nell'oltretomba con lei.

## Adattamenti cinematografici
Nel 1988 Nobuhiko Obayashi ha diretto il primo adattamento cinematografico del romanzo, intitolato The Discarnates.
Nel 2023 Andrew Haigh ha realizzato una nuova riduzione cinematografica del libro, seppur meno fedele di quella di Obayashi. Il film di Haigh, infatti, rimuove gli elementi gotici del romanzo per diventare una riflessione sul tema della memoria; l'ambientazione inoltre di sposta da Tokyo e Londra e la relazione al centro del romanzo diventa omosessuale, quella tra lo sceneggiatore Adam e il vicino Harry.

## Edizioni italiane
- Estranei, traduzione di Anna Martini, Milano, Nord, 2005,  p. 209, ISBN 88-429-1366-9.